# غرمولا (بهمئي غرمسيري الشمالي)
غرمولا (بالفارسية: گرمولا) هي قرية تقع في إيران في قسم بهمئي غرمسیري الشمالي الريفي. يقدر عدد سكانها بـ 109 نسمة بحسب إحصاء 2016.